# 패멀라 스티븐슨
패멀라 스티븐슨(영어: Pamela Stephenson, Lady Connolly, 1949년 12월 4일 ~ )은 뉴질랜드의 배우, 임상심리학자이다. 영화 《슈퍼맨 3》(1983)에 출연하였다. 남편은 배우 빌리 코널리이다.

## 출연 작품
- 잃어버린 제국 (1986)
- 블러드배스 앳 더 하우스 오브 데스 (1984)
- 함정 (1984)
- 슈퍼맨 3 (1983)
- 세계사 (1981)
- 9시 뉴스가 아닌 (1979)
- 새터데이 나잇 라이브 (1975)